# 井上廉
井上 廉（いのうえ きよし / れん、1846年5月15日（弘化3年4月20日）- 1914年（大正3年）2月18日）は、幕末の幕臣、明治期の官僚。元老院議官。諱・直義、通称・廉八（れんぱち）、維新後に廉と改名。

## 経歴
幕臣で砲術家の井上範之丞、さち夫妻の長男として生まれる。嘉永元年（1948年）に父が、嘉永5年（1852年）に勘定方普請役の祖父・井上貫流左衛門が死去し家督を相続。安政3年5月（1856年6月）数え11歳で勘定奉行所筆算吟味に合格。在方担当の普請役を務め、和宮下向の供奉公家衆賄い、英国公使館建設などを担当した。
明治維新後、新政府に出仕し、慶応4年6月4日（1868年7月23日）会計官御普請役に就任。以後、同筆生、同書記を歴任。明治2年8月29日（1869年10月4日）大蔵省出納少佑となり、以後、行啓御用掛、出納権大佑、出納司十二等出仕、正算中令史、正算権大令史、正算大令史、大蔵省検査大属、検査寮七等出仕、同六等出仕などを務めた。
1874年（明治7年）2月12日、左院に転じ六等出仕となり、四等議官、権少内史、権少史などを歴任。1877年（明治10年）1月18日、太政官少書記官に発令され、以後、調査局専務、太政官権大書記官、会計部第六部勤務、兼二等検査官、会計検査院長心得代理、太政官第一局勤務、内閣大書記官、太政官会計主務、第一局兼務、兼会計局長、内閣書記官、内閣会計局長などを歴任。
1890年（明治23年）6月10日、元老院議官に就任。同年7月1日、内閣恩給局長と同会計局長を兼任。同年10月20日、元老院が廃止され非職となり、1893年（明治26年）10月19日、非職満期となり退官した。

## 栄典
- 1888年（明治21年）5月29日 - 勲四等旭日小綬章[4]
- 1890年（明治23年）6月19日 – 従四位[5]

## 親族
- 子息 井上範（東京帝国大学教授、内務技師）[6]・井上柳梧（農学博士、上田市長）[7]